# 淚宮
參數所指定的目標頁面不存在，建議更正成存在頁面或直接建立下列一個頁面（建立前請先搜尋是否有合適的存在頁面可以取代）：
- 舊皇宮 (伊斯坦堡)

泪宫（德語：Tränenpalast）是对柏林腓特烈大街车站原边境检查站的俗称。

## 简介
从1962年至1989年的柏林墙时期，搭乘柏林城市快铁、柏林地铁和火车来往于东德与西德之间的西柏林、西德、外国旅客、及外交人員在此过境。建筑前面成為他们与无法前往西柏林的東德人告别的地點，常常出现含泪离别的場景。朋友和家人不知道他们是否还会再次见面。
泪宫成为两德分裂期间边界两侧人们不同命运的一个独特标志。
柏林墙倒塌后，该建筑作為夜总会和舞台之用，直至2006年。 1990年10月2日，东德和西德正式统一的前一天，东德政府将一些官方建筑列为保护建筑，因为不确定两德统一后它们将会如何。。2011年9月15日，联邦德国历史博物馆基金会开设永久性展览，550平方米的面积，用原始文件，照片和录音，录像，呈现在两德分裂时期旅客在检查站的经历，并概述了统一进程。
2011年9月14日，德國總理安格拉·默克尔为其揭幕。在头两个星期，超过30,000人参观了泪宮，免费进入。

## 图集

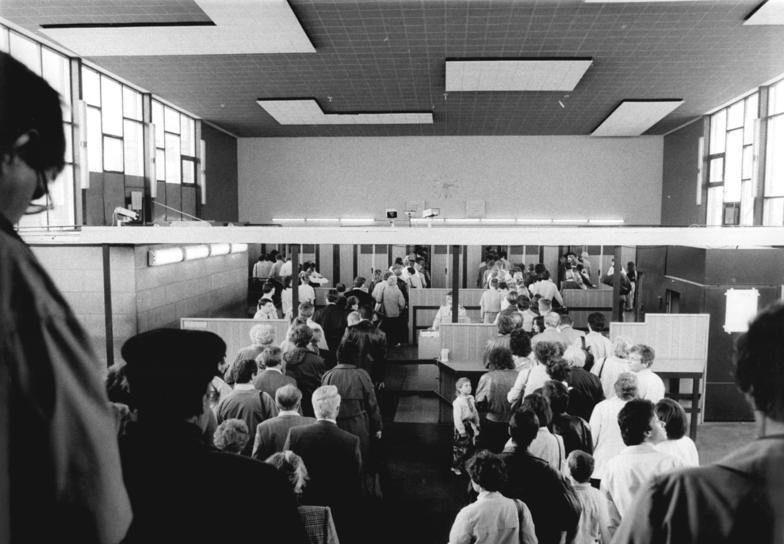
泪宮边境检查站内部

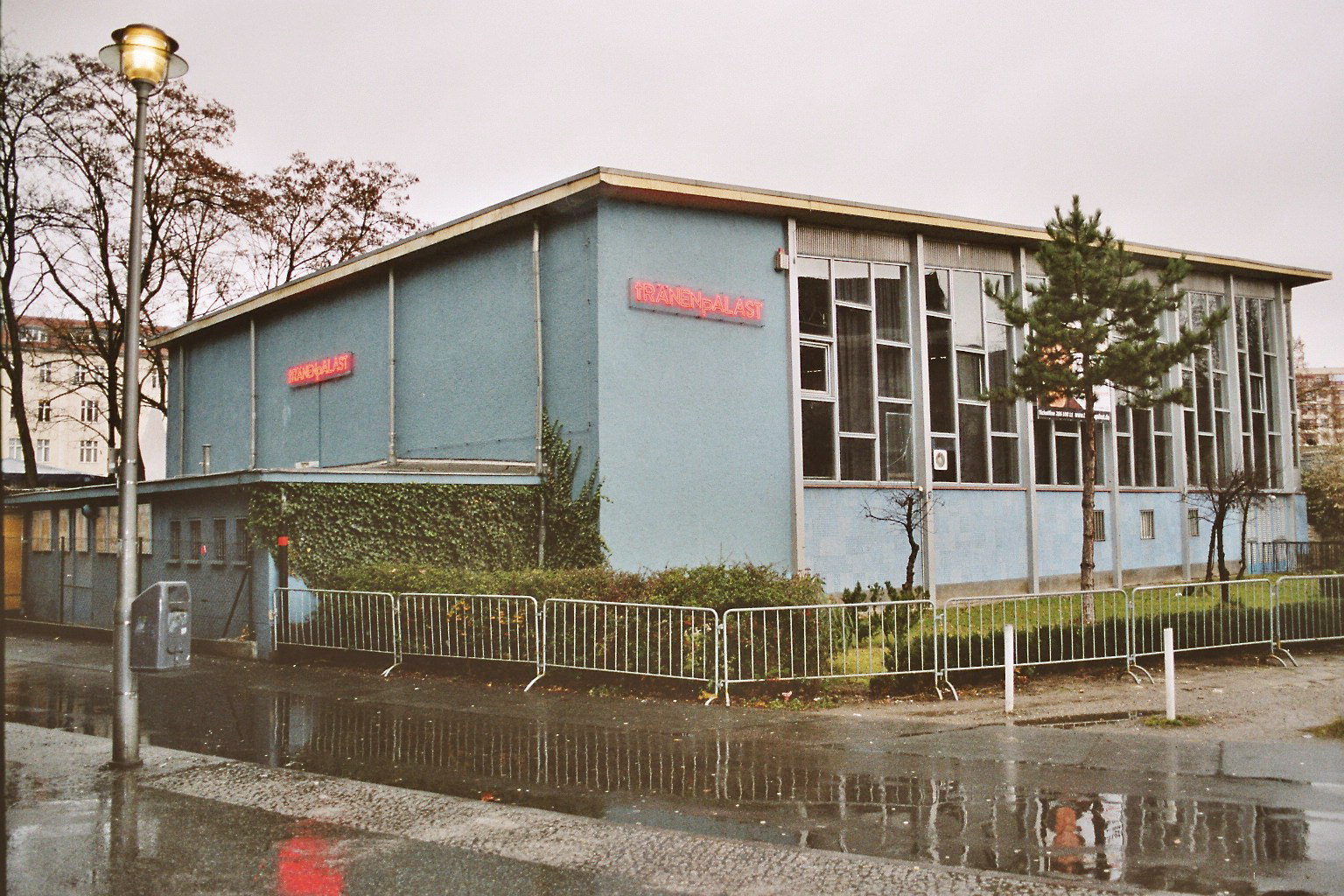
泪宮，攝於2004年12月

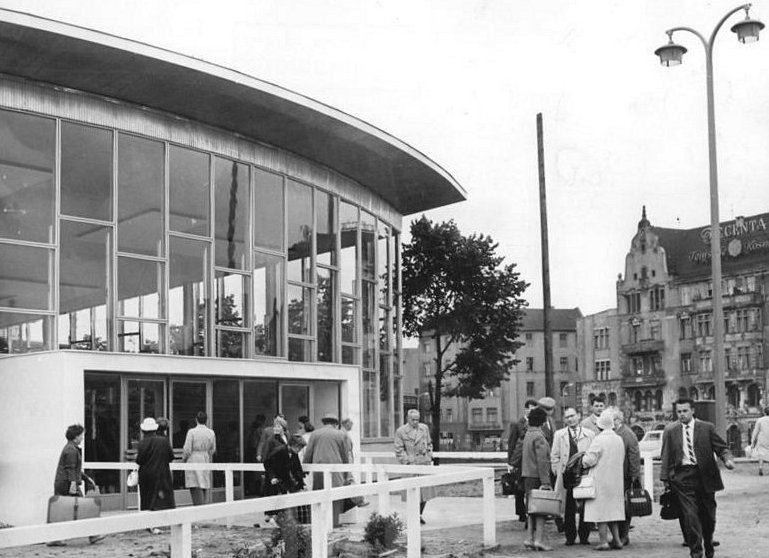
泪宫入口
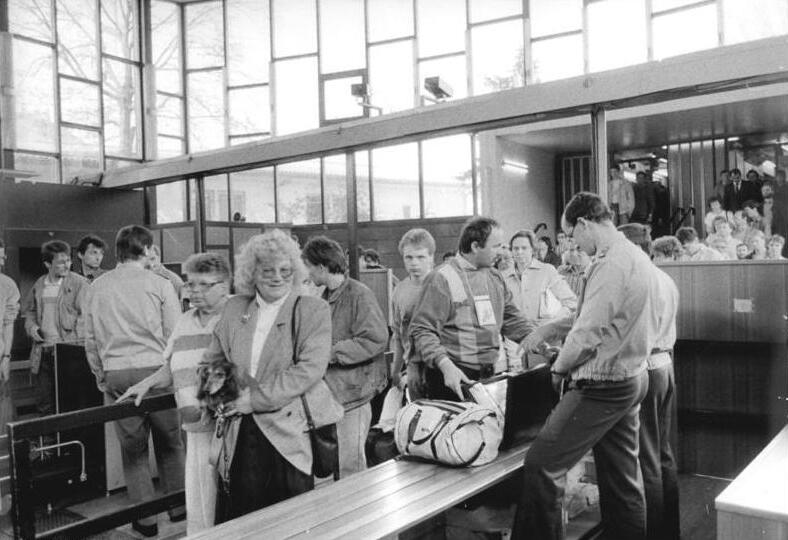
东德官员检查离开东柏林者
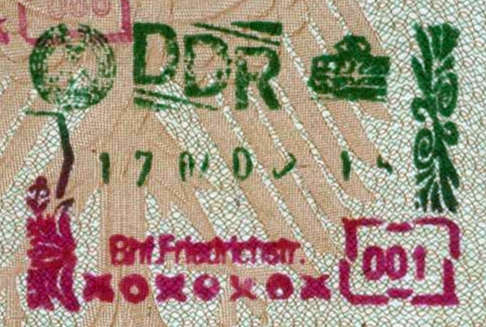
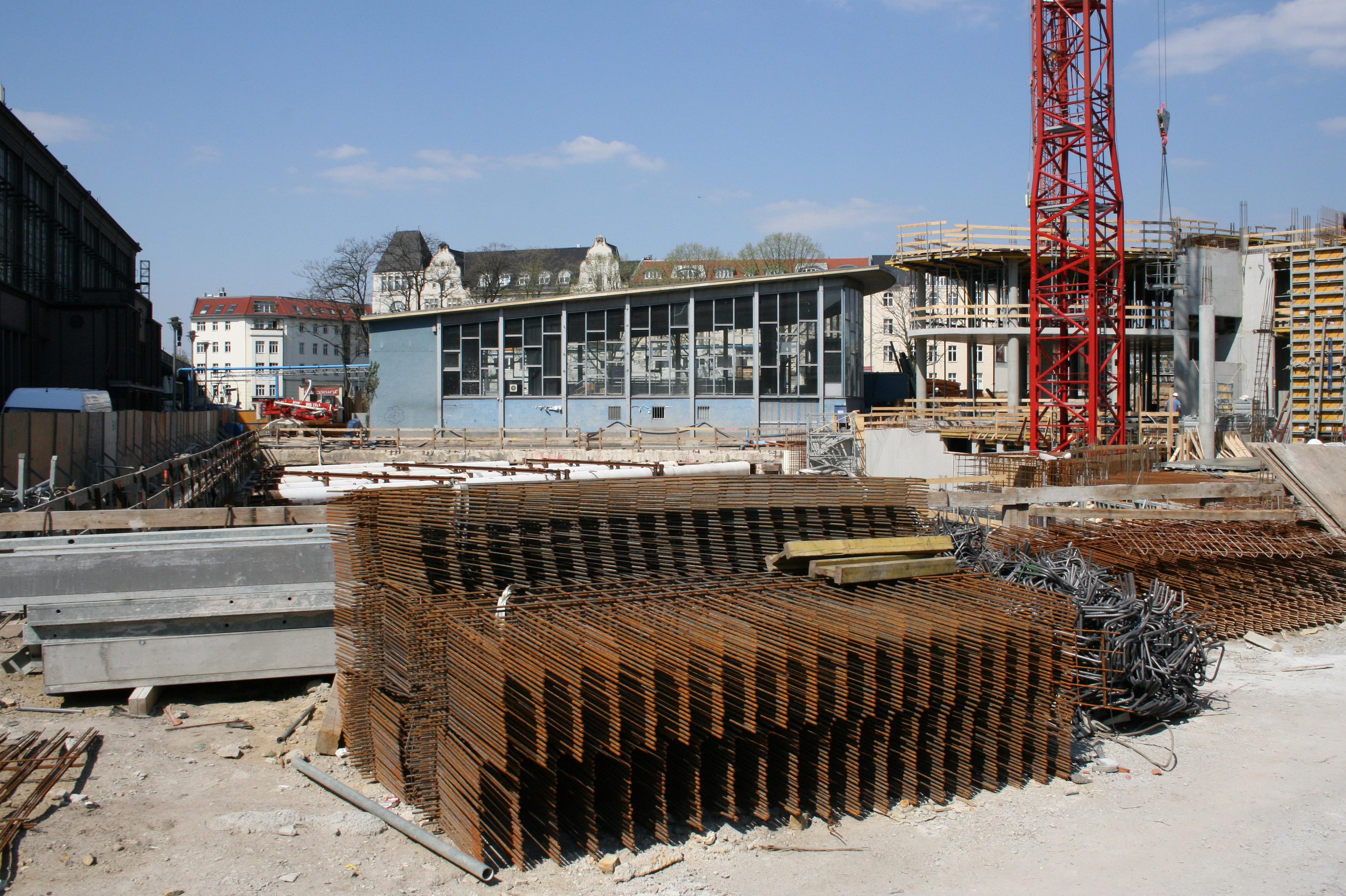
2008年，泪宮附近